# 미나토미라이 도큐 스퀘어

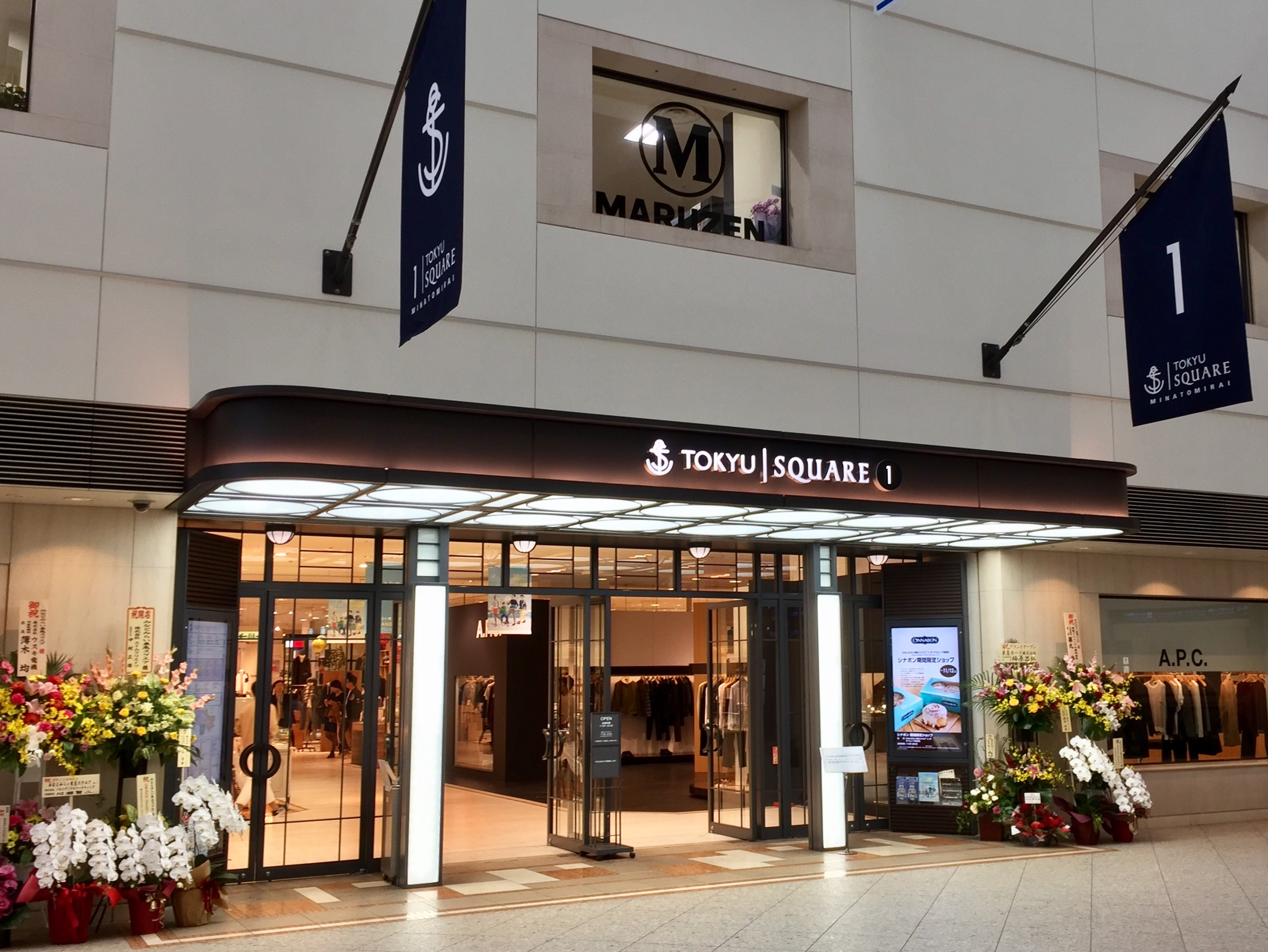
미나토미라이 도큐 스퀘어

미나토미라이 도큐 스퀘어는 일본 가나가와현 요코하마시 니시구 퀸즈 스퀘어 요코하마에 있는 쇼핑몰이다. 퀸즈 스퀘어 요코하마(at!)와 퀸즈 이스트(QUEEN'S EAST)가 통합되어, 2017년 10월 27일에 개업하였다. 지하 3층에서 미나토미라이역으로 연결된다.